# Cloud Factory
Cloud Factory es el segundo álbum de estudio de la banda de metal progresivo y Groove metal Jinjer. Este fue producido por la propia banda en su primera edición y fue publicado en 2014. En 2018 fue reeditado y distribuido por Napalm Records, añadiéndole dos sencillos en vivo, «A Plus or a Minus (Live from Sentrum)» y «Who Is Gonna Be The One (live from atlas)».

## Lista de canciones
| Primera edición (2014) |                            |          |  |
| N.º                    | Título                     | Duración |  |
| 1.                     | «Outlander»                | 3:56     |  |
| 2.                     | «A Plus or a Minus»        | 4:34     |  |
| 3.                     | «No Hoard of Value»        | 4:46     |  |
| 4.                     | «Cloud Factory»            | 4:44     |  |
| 5.                     | «Who Is Gonna Be The One»  | 5:31     |  |
| 6.                     | «When Two Empires Collide» | 4:50     |  |
| 7.                     | «Желаю значит получу»      | 3:08     |  |
| 8.                     | «Bad Water»                | 5:03     |  |

| Reedición (2018) |                                             |          |  |
| N.º              | Título                                      | Duración |  |
| 1.               | «Outlander»                                 | 3:56     |  |
| 2.               | «A Plus or a Minus»                         | 4:34     |  |
| 3.               | «No Hoard of Value»                         | 4:46     |  |
| 4.               | «Cloud Factory»                             | 4:44     |  |
| 5.               | «Who Is Gonna Be The One»                   | 5:31     |  |
| 6.               | «When Two Empires Collide»                  | 4:50     |  |
| 7.               | «Желаю значит получу»                       | 3:08     |  |
| 8.               | «Bad Water»                                 | 5:03     |  |
| 9.               | «A Plus or a Minus (Live from Sentrum)»     | 4:33     |  |
| 10.              | «Who Is Gonna Be the One (Live from Atlas)» | 5:34     |  |

## Créditos
Jinjer
- Tatiana Shmaylyuk - vocalista y letrista
- Eugene Abdiukhanov - bajo eléctrico
- Dmitry Oksen - guitarra rítmica
- Roman Ibramkhalilov - guitarra eléctrica
- Eugene Mantulin - batería, percusión

Músicos adicionales
- Max Morton - guitarra acústica (en la canción «A Plus or a Minus»)

Personal técnico
- Max Morton - Mezcla y masterización

Arte
- Tatiana Shmaylyuk - Artwork